# 梅克倫堡-施威林的安娜斯塔西婭
梅克倫堡-施威林的安娜斯塔西婭（德語：Anastasia zu Mecklenburg-Schwerin，1923年11月11日—1979年1月25日），梅克倫堡-施威林大公腓特烈·法蘭茲四世的次女，母親是漢諾威的亞歷山德拉。

## 家庭
1943年，安娜斯塔西婭和什勒斯維希-霍爾斯坦-森訥堡-格呂克斯堡的腓特烈·斐迪南結婚，兩人共有四個女兒：
1. 伊莉莎白（1945年出生）
2. 伊蓮（1946年出生）
3. 瑪格麗塔（1948年出生）
4. 希比拉（1955年出生）